# ラッセル・シニア
ラッセル・シニア (Russell Senior、1961年5月18日 - ) はイギリスのミュージシャン。
1990年代にイギリスを中心に人気を博したバンド、パルプのギター、バイオリン担当の元メンバーとして知られている。

## 来歴
1983年にパルプに加入。以降、「Freaks」「Separations」「His 'n' Hers」「Different Class」などのアルバムでギターとバイオリンを担当した。バンド初期の頃はシングル「Little Girl (With Blue Eyes)」の「The Will to Power」、『Freaks』の「Fairground」や「Anorexic Beauty」、『Separations』の「This House is Condemned」などで作詞作曲やヴォーカルを担当した。「Different Class」発表後にボーカルのジャーヴィス・コッカー主導のシングル「Help the Aged」のリリースに猛反対し、その後ジャーヴィスに脱退を告げ1997年に脱退。

## 演奏
サングラスをつけてスーツで演奏することが多い。パルプ全盛期の頃はフェンダーのジャズマスターを使っていた。

## 脱退後
2011年のパルプの再結成ライブツアーに一年ほど同行したがそれ以降はパルプでの活動はしていない。2015年10月、シニアは初の著書『Freak Out the Squares』をリリースした。この本の中でシニアは、バンドの初期、名声の上昇、そして脱退の決断についてのエピソードを回想している。それと並行して、彼は再結成ツアーの個人的なエピソードや日記を綴っている。この本は好意的な評価を得ており、Goodreadsの総合評価は4/5である。
アンティークのガラス製品のディーラーでもある。